# 1997年アルバニア暴動
1997年アルバニア暴動（1997ねんアルバニアぼうどう、1997 rebellion in Albania）は、1997年3月に経済破綻を契機としてアルバニア共和国で発生した全国的な大規模暴動を指す。経済破綻の遠因が無限連鎖講（ネズミ講）であった事から「アルバニア宝くじ暴動」、一時的に内戦状態に陥った事から「アルバニアの無政府化」とも呼ばれた。
暴徒による批判の矛先は当時のサリ・ベリシャ政権へと向かい、政府側も暴動に対して警察・軍隊による弾圧を行うなどアルバニアの治安が大きく悪化した。こうした状況に対して自国の在留住民の身辺を案じた国際社会による救出作戦（オペレーション・アルバ、オペレーション・リベレ、オペレーション・シルバーウェイク）が実行された。紛争の長期化でアルバニア難民が発生すると、イタリア・ドイツ・アメリカを主導とした治安回復作戦（オペレーション・サンライズ）が開始された。作戦によって暴動は鎮圧されて治安は回復したが、同年の総選挙でサリ・ベリシャ政権は退陣に追い込まれた。

## 推移

### 背景
冷戦終結後の1992年、民主化を選択したアルバニア共和国ではサリ・ベリシャ大統領によるアルバニア民主党を中心とした自由主義政権が経済の自由化を推し進めていた。だが急速な自由経済の導入は他の旧東側諸国と同じく混乱と経済犯罪の発生を招き、アルバニアの場合では無限連鎖講（ネズミ講）が急速に広まって社会問題と化していた。一方で当時のアルバニアは周辺国の紛争に対して武器を密輸する事で不当な形ながら多くの外貨を獲得しており、ネズミ講で集められた資金がこうした非合法事業の資金源として機能することで一定の利益を還元する事ができていた。経済の成長を急ぐサリ・ベリシャ政権は武器密輸とネズミ講という二つの不法な経済行為をどちらも黙認するという選択を採った。
ところが1997年1月に周辺国の紛争が終結に向かうと武器密輸のビジネスは破綻し、同時に国民の半分以上が参加していたネズミ講への利益支払も頓挫した。大量の破産者が街に溢れ返り、彼らは自分たちの資金を騙し取られたという被害者意識を強く抱いていた。

### 暴動
1997年1月、数十万名を数える破産者の集団は総額12億ドルに上る投資金の返還を求めて暴動を起こした。2月に入ると暴動の規模は更に拡大し、3月1日にはアレクサンダー・メクシ首相が責任を取って辞任した。事態が深刻化する中でサリ・ベリシャ大統領は3月2日に非常事態宣言を発令した。3月11日、野党であったアルバニア社会党のバシキム・フィノ書記長が首相指名を受けたが、依然として民衆は納得せず暴動を続けた。暴動は当初、南アルバニアで起こっていたが次第に北アルバニアにまで波及した。
政府軍と警察は北アルバニアの治安回復には成功したが、逆に南部では軍の反乱に加えて南アルバニア・マフィアの勢力拡大などによって無政府状態に陥っていった。3月13日、主要都市の殆どに暴動と鎮圧の動きが広がると、国際社会で自国民の退避を進める動きが本格化した。。以降、オペレーション・アルバ、オペレーション・リベレ、オペレーション・シルバーウェイクなど各国の救援・救出活動が展開された。
国連安全保障理事会はアルバニアの治安悪化が滞在している各国住民に危害を加える可能性や、治安悪化による難民の発生を危惧して国連軍による治安回復作戦を決定した。1997年3月28日、国際連合安全保障理事会決議第1101号によって7000名の兵員からなる国連軍が編成され、指揮権は最大戦力を派遣したイタリア共和国陸軍に与えられた。4月15日、「オペレーション・サンライズ」が発動されて国連軍が首都ティラナなどを監視下に置き、漸く騒動終結に向けた動きが前進した。
内戦の中でコソボ領内にアルバニア製の銃器が流れ込み、これはコソボ紛争で大きな影響を与える事になる。

### 総選挙
一連の騒動がそもそもアルバニア民主党の経済政策にあった事は明らかであり、警察による弾圧も含めて暴動終結後も不満は残った。先述の通りサリ・ベリシャ政権は社会党との連立などによってこれを切り抜けようとしたが、思うように事態は推移しなかった。1997年6月29日、総選挙の結果としてアルバニア社会党が躍進して議会第一党となり、サリ・ベリシャ政権は退陣に追い込まれた。
後に2005年7月にアルバニア民主党が政権を奪還すると、サリ・ベリシャが共和国首相に指名された。

## 結果
暴動と鎮圧によって新たに2億ドル程度の損害が発生し、3700名から5000名近くの負傷者を出した。破産者のネズミ講に対する訴訟なども行われたが、そもそもアルバニア経済自体が内戦直前時点で崩壊状態に陥っていた。
また内戦は政府側に立った北部に対して、マフィアや社会党との繋がりを持っていた南部との対立構図を作り出した。元からアルバニア人の民族意識は近代に形成されたものであり、また言語的にもアルバニア語は南北の文化的相違が大きい。内戦はそうした水面下にあった対立意識を表面化させる役割を持っていた。